# Illes Aleutianes
Les illes Aleutianes (en anglès Aleutian Islands) són un arxipèlag d'illes volcàniques situades al sud-oest d'Alaska (Estats Units) que formen un arc que tanca la mar de Bering. Tenen una superfície total de 17.666 km² i 8.162 habitants segons el cens del 2002, menys de la meitat dels quals són esquimals o aleutians.
Formen una cadena d'illes volcàniques al nord del Pacífic que s'estenen al llarg de 1.900 km des de la península d'Alaska fins a la de Kamtxatka a través de les illes Komandórskie, que se'n poden considerar una continuació. Excepte aquestes darreres illes, que pertanyen a Rússia, la resta de l'arxipèlag és part de l'estat d'Alaska. Les illes es troben al nord del Cinturó de foc del Pacífic, entre els 52 i els 55 graus de latitud nord i els 172 i els 163 graus de longitud oest.

## Geografia
Les Aleutianes, anteriorment conegudes com l'arxipèlag Catherine, comprenen cinc grans grups d'illes (els noms anglesos actuals són la traducció literal dels que els havien posat els russos originalment), que són, d'est a oest: 
- Les illes Fox o de la Guineu (del rus Лисьи острова, Lisí ostrovà). Comprenen les illes principals de l'arxipèlag, entre les quals:
  - Unimak – 4.070 km² - 64 habitants (la més gran de tot l'arxipèlag).
  - Unalaska – 2.721 km² - 1.759 habitants.
  - Umnak – 1.777 km² - 39 habitants.
  - Akutan – 334 km² - 713 habitants.
  - Amaknak – 8,5 km² - 2.524 habitants (la més poblada de tot l'arxipèlag).
- Les illes Four Mountains o de les Quatre Muntanyes (del rus Четырехсопочных острова, Txetirekhsopótxnikh ostrovà, literalment «illes dels Quatre Volcans»). La més gran de totes és l'illa de Yunaska, amb 173 km², deshabitada com tot el grup.
- Les illes Andreanof (del rus Андреяновских острова, Andreiànovskikh ostrovà). Illes principals:
  - Atka – 1.048 km² - 95 habitants.
  - Adak – 711 km² - 316 habitants.
  - Tanaga – 529 km² - deshabitada.

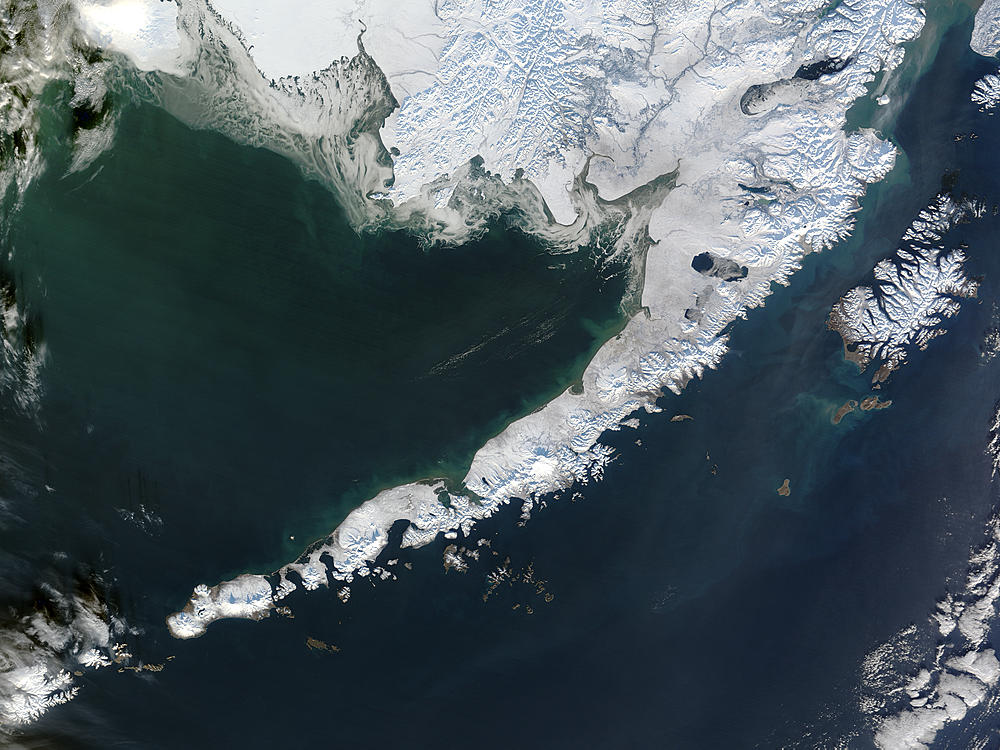
Les Illes Aleutianes vistes des de l'espai

- Les illes Rat (del rus Крысьи острова, Krisa ostrovà). L'illa més gran és la d'Amchitka, amb 300 km², deshabitada com tot el grup.
- Les illes Near o Properes (del rus Ближних острова, Blijnikh ostrovà). Illes principals:
  - Attu – 893 km² - 20 habitants.
  - Agattu – 222 km² - deshabitada.

## Clima
El clima de les illes és oceànic, amb temperatures moderades i força uniformes i fortes precipitacions. Les boires són gairebé constants. L'estiu és molt més fresc que al sud-est d'Alaska (al voltant de Sitka), però les temperatures a l'hivern a les illes i a la regió d'Alaska Panhandle és gairebé la mateixa. Durant l'hivern són el centre de la zona de baixes pressions semipermanent anomenat baixa de les Aleutianes.
La temperatura mitjana anual d'Unalaska, l'illa més poblada del grup, és d'uns 3 °C, sent de -1 °C al gener i de prop d'11 °C a l'agost. La precipitació mitjana anual és de prop de 2.000 mm, i Unalaska, amb prop de 250 dies de pluja a l'any, és un dels llocs més plujosos dels Estats Units.
Els dos corrents oceànics que corren pel nord i pel sud de l'arxipèlag -Corrent de les Aleutianes i Deriva o Corrent d'Alaska- influeixen en el clima.
Una generalització del clima es pot fer de la següent manera: el clima és més fred i rigorós als dos extrems de la cadena d'illes que al mig de la cadena. Se suma l'efecte de la més elevada latitud als dos extrems i la major magnitud de les influències continentals. El centre de la cadena té un clima marí pur a causa del control marítim preponderant que serveix per contraure la diferència entre temperatures màximes i mínimes anual. D'altra banda, les tempestes del Pacífic que es produeixen al front polar que solen existir al sud de la cadena a l'hivern són de màxima intensitat quan topen amb les illes mitjanes. Aquest fet suposa l'alta incidència de vents huracanats als Andreanofs, els Delerofs i les Illes de les Quatre Muntanyes, convertint aquesta regió en un dels llocs més tempestuosos del món.

## Flora

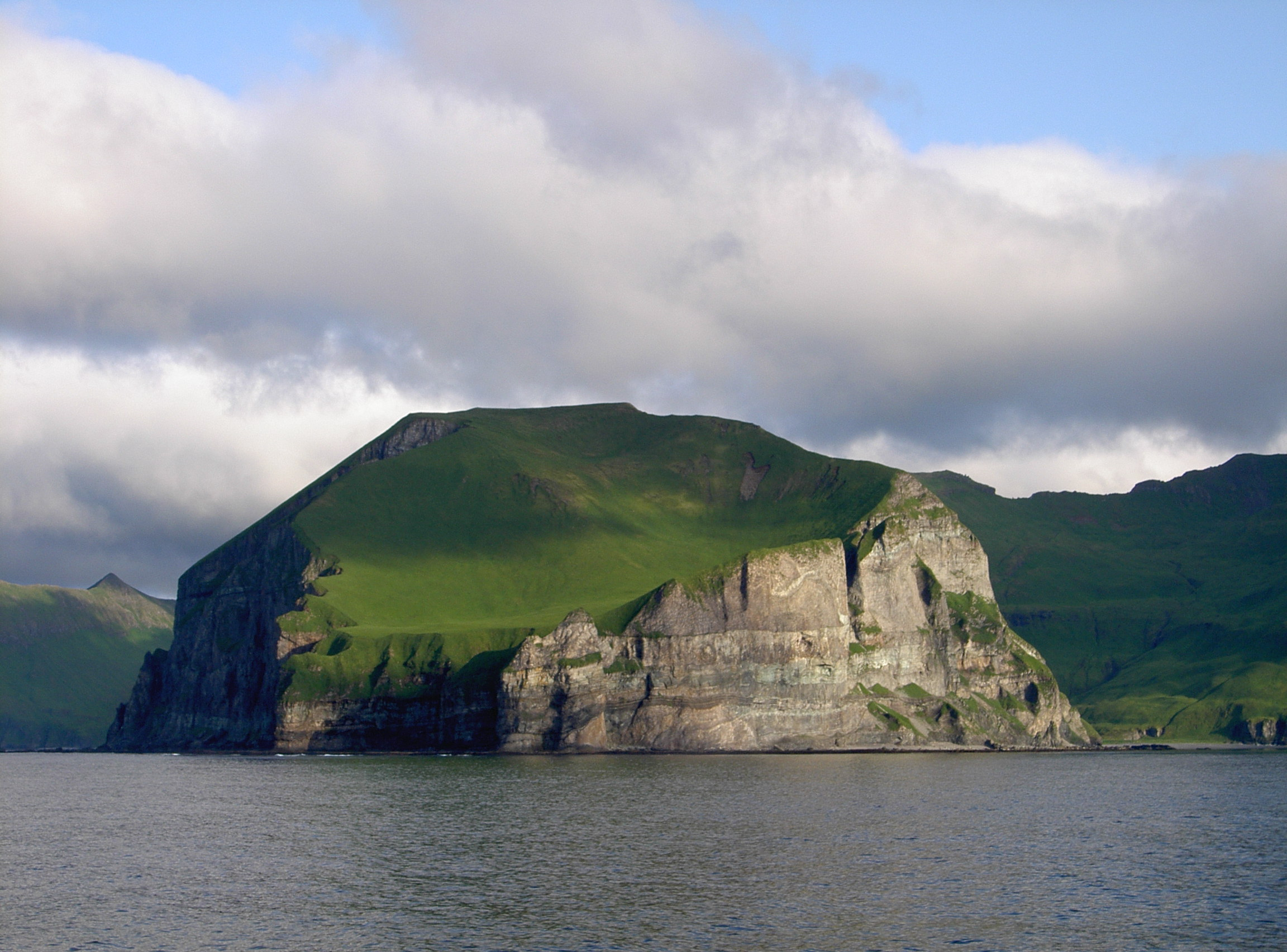
Cape Promontory, Cape Lutkes a Unimak a les illes Aleutianes.

La temporada de creixement dura uns 135 dies, de maig fins a setembre, però l'agricultura es limita a la cria d'algunes verdures. Amb l'excepció d'alguns petits salzes, la gran majoria de les illes estan desproveïts d'arbres. En alguna d'elles, com Adak i Amaknak, hi ha algunes coníferes plantades durant el període de pertinença a Rússia, però que rarament arriben als 3 m tot i tenir més de 200 anys.
En lloc d'arbres les illes estan cobertes d'una exuberant i densa vegetació de pastures i arbustos, com Empetrum nigrum, Calamagrostis canadensis, gramínies, Ciperàcia i moltes plantes amb flors. Hi ha zones de torbera prop de la costa. Hi ha plantes endèmiques en perill d'extinció com la Polystichum aleuticum.

## Història
Les illes foren administrades per Rússia des del seu descobriment al segle xviii fins la seva venda junt amb la resta d'Alaska als Estats Units el 1867. Durant la Segona Guerra Mundial algunes de les illes, llavors part del Territori d'Alaska, foren ocupades pel Japó.